# Ukča
Uçë en albanais et Ukča en serbe latin (en serbe cyrillique : Укча) est une localité du Kosovo située dans la commune/municipalité d'Istog/Istok et dans le district de Pejë/Peć. Selon le recensement kosovar de 2011, elle compte 786 habitants, tous albanais.
La localité est également connue sous le nom albanais de Uqë.

## Histoire
Dans le village, le moulin de Bekim Binak est proposé pour une inscription sur la liste des monuments culturels du Kosovo.

## Démographie

### Évolution historique de la population dans la localité
| 1948 | 1953 | 1961 | 1971 | 1981  | 1991  | 2011 |
| ---- | ---- | ---- | ---- | ----- | ----- | ---- |
| 725  | 820  | 883  | 986  | 1 160 | 1 283 | 786  |

|  |